# Thomas Cook Aviation
Thomas Cook Aviation (ursprünglich Air Berlin Aviation) war eine deutsche Fluggesellschaft mit operativer Basis auf dem Flughafen Frankfurt Main. Sie war seit Januar 2018 ein Tochterunternehmen der britischen Thomas Cook Group Airline und betrieb bis zur Insolvenz im März 2020 ihre Flugzeuge ausschließlich im Rahmen von ACMI-Einsätzen für Condor. Seit Februar 2020 firmierte die Gesellschaft als Travel Carrier Network GmbH.

## Geschichte
Im März 2017 wurde die Air Berlin Aeronautics als Tochtergesellschaft der Air Berlin gegründet. Geplant war, dass sie mit einem eigenen Air Operator Certificate (AOC) die gewinnbringenden Auftragsflüge übernehmen sollte, die der Konzern zu dieser Zeit mit acht Airbus A320 für Austrian Airlines und dreizehn A320 für Eurowings durchführte. Durch die Insolvenz von Air Berlin im August 2017 kam keine Lizenz und kein eigener Betrieb zustande. Stattdessen wurde am 24. Oktober 2017 die Air Berlin Aviation gegründet.
Zum Jahresbeginn 2018 wurde Air Berlin Aviation von der britischen Thomas Cook Group übernommen. Das deutsche Luftfahrt-Bundesamt erteilte der Gesellschaft Anfang Februar 2018 ein AOC. Air Berlin Aviation führte keine Flüge im eigenen Markenauftritt durch, sondern setzte ihre Maschinen im Wetlease für die Konzernschwester Condor ein. Am 22. November 2018 wurde die Gesellschaft in Thomas Cook Aviation umfirmiert. Anfang Februar 2019 kündigte Thomas Cook an, die Airline-Sparte inklusive der Thomas Cook Aviation zum Verkauf zu stellen; der Flugbetrieb lief normal weiter.
Nachdem Condor im Zuge der COVID-19-Pandemie die Verträge mit der Fluggesellschaft im März 2020 vorzeitig gekündigt hatte, musste Thomas Cook Aviation am 2. April 2020 Insolvenz anmelden. Laut Aussage des Geschäftsführers Ralf Nagel werde eine Insolvenz im Schutzschirmverfahren angestrebt.
Im Juni 2020 verlor die Gesellschaft ihre Betriebsgenehmigung und befindet sich in der Abwicklung, da kein neuer Investor gefunden werden konnte.

## Flotte
Mit Stand März 2020 bestand die Flotte des Unternehmens aus sechs Flugzeugen mit einem Durchschnittsalter von 8,5 Jahren:
| Flugzeugtyp     | Anzahl | bestellt | Anmerkungen                                | Sitzplätze  |
| --------------- | ------ | -------- | ------------------------------------------ | ----------- |
| Airbus A320-200 | 1      | —        | gesamte Flotte wurde von Condor übernommen | 180         |
| Airbus A321-200 | 5      | —        | gesamte Flotte wurde von Condor übernommen | 210 215 220 |
| Gesamt          | 6      | —        |                                            |             |